# イベントスタッフ
イベントスタッフとは、各種イベントなどの催し物において、来場客の案内やグッズ販売、会場の設営・撤去などの業務を行う人を指す。イベントの種類に応じて、ライブスタッフ、コンサートスタッフなどと呼ばれることもある。

## 仕事内容

### 案内
来場客の案内を行う。イベントが始まる前は、来場客を受け入れられるように、会場の準備を行ったり、開場前のグッズ販売において、列整理の業務を行う。イベント中は、与えられた各ポジションでパスチェック、客案内、列整理、会場内警備など様々な業務を行う。イベント終了後は、客を会場から出して、次のイベントの準備や片づけを行う。

### グッズ販売
会場で販売されるグッズの販売スタッフ。グッズ販売は、イベント当日に限らず前日などにも行われることもある。イベントが始まる前が最も混むため、多くのスタッフが対応することとなる。イベント中は、来場客はイベントを楽しんでいるため、交替制で休憩をとる。イベント終了後は、駆け込みでグッズ販売に訪れる来場客がいるため、その対応を行い、完全に客が会場から出たら、片付けを行う。

### 設営・撤去
設営とは、イベント会場を作り上げること、撤去とは、イベント会場をもとに戻すこと。主に男性スタッフが働く。大きなイベントだと、数週間前から設営業務が行われる。一般的に、設営よりも撤去のほうが早く終わることが多い。

## 代表的なイベントスタッフ会社
- 株式会社シミズオクト - 東京都新宿区に本社。1959年3月12日設立。イベント運営会社の老舗。
- 株式会社ライブパワー - 東京都目黒区に本社。1992年3月11日設立。ライブイベントの運営会社大手。
- 株式会社キョードーファクトリー - 東京都港区に本社。2001年5月設立。イベント会社大手のキョードー東京のパートナー企業。